# أرلين سييرا
أرلين سييرا (بالإنجليزية: Arlene Sierra)‏ هي ملحنة أمريكية، ولدت في 1 يونيو 1970 في ميامي في الولايات المتحدة.

## وصلات خارجية
- أرلين سييرا على موقع ميوزك برينز (الإنجليزية)
- أرلين سييرا على موقع ديسكوغز (الإنجليزية)